# COSCO
China Ocean Shipping (Group) Company (COSCO Group) — мировой лидер в секторе навалочных грузов, входит в число 10 крупнейших мировых контейнерных операторов и ежегодно перевозит порядка 180 млн тонн груза.
COSCO была основана 27 апреля 1961 года как первый международный судоходный курьер в Китае, в 1993 году компания превратилась в корпорацию с капиталом в 17 миллиардов долларов.
Компания владеет и управляет 800 торговыми судами общим дедвейтом 30 млн тонн.
Численность работников — 80 тыс. чел., из которых 5 тыс. — иностранцы.
COSCO разделена на предприятия специализирующиеся на грузовых перевозках, в т. ч. и контейнеров, и логистических операциях. COSCO Group объединяет 46 дочерних компаний.
Совокупный объем продаж составил $17 млрд (2004 г.).
Компания является одним из центральных государственных предприятий (Central SOE) Китая и находится под управлением Комитета по контролю и управлению государственным имуществом Китая (SASAC).

## Финансовые показатели
В 2011 году акции COSCO упали более чем на 50 %, что связано не только или даже не столько с проблемами собственно рынка, как с неуправляемостью гигантской компании и, как следствие, неудовлетворительным менеджментом.
В 2011 году компания понесла убытки более чем на 10 миллиардов юаней (1,7 млрд долл. США) .
По итогам 2012 года ожидается получение компанией убытка в размере 1,3 млрд долл. США.

## Инциденты
COSCO Group использует все своё влияние на политическом уровне в Пекине для того, чтобы правительство приняло решения, которые затруднят работу иностранных судовладельцев на китайском рынке.
Например, летом 2011 года балкер компании Vale так и не смог зайти в китайские порты, его вынуждены были завернуть в Италию. Известно, что крупнейшим потребителем руды Vale является Китай. Планы Vale по переходу на перевозки руды собственным флотом изрядно напугали владельцев кейпсайзов и панамаксов, особенно китайцев. Заинтересованные китайские компании, в том числе COSCO, пользуясь своими связями и влиянием, тут же организовали для балкеров Vale непреодолимые трудности в китайских портах.
Осенью 2011 года COSCO Group потребовало от владельцев взятых им в чартер судов снизить ставки чартеров. Многие суда были взяты в чартер до начала кризиса — во времена крайне хороших ставок. Ряд судовладельцев, отдавших суда в чартер COSCO Group, не получили оговоренных выплат, COSCO Group просто перестала платить, требуя пересмотра контрактов. Управляющий директор Ассоциации судовладельцев Гонконга Артур Бауринг пожаловался агентству Reuters на действия COSCO Group, охарактеризовав их как нечестные. COSCO Group перестала оплачивать 18 судов, взятых ею в чартер, разорвав контракты в одностороннем порядке. Среди пострадавших известная греческая компания DryShips Inc..

## Флот
Самое вместительное судно дочерней компании COSCO Container Lines Co Ltd — контейнеровоз COSCO ASIA. Его однотипными кораблями стали COSCO AMERICA, COSCO AFRICA и COSCO EUROPE. Грузовые корабли построены на южнокорейской верфи Hyundai Heavy Industries. Каждый из контейнеровозов имеет максимальную вместимость 10 062 двадцатифутовых контейнеров.

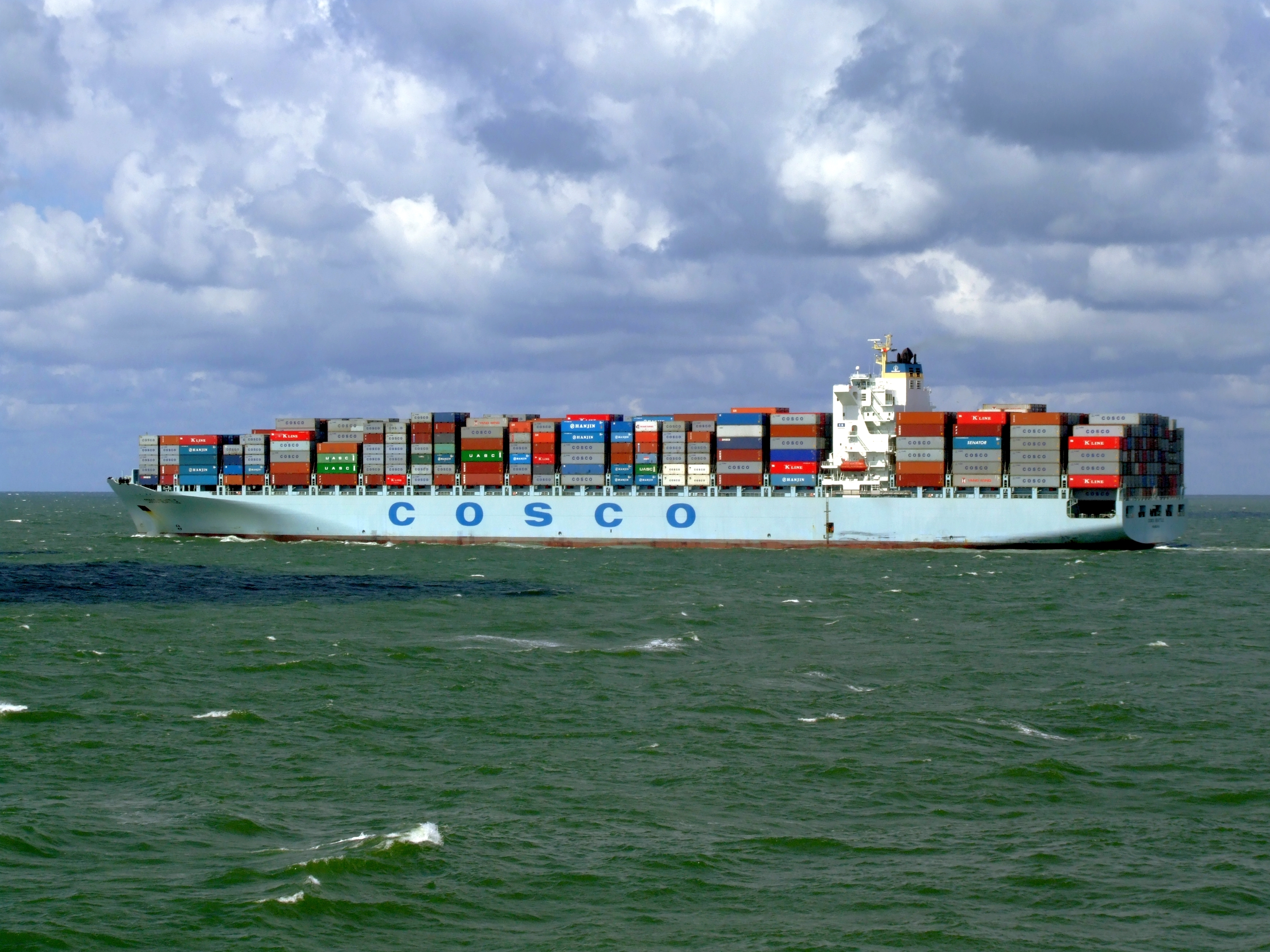
COSCO Seattle
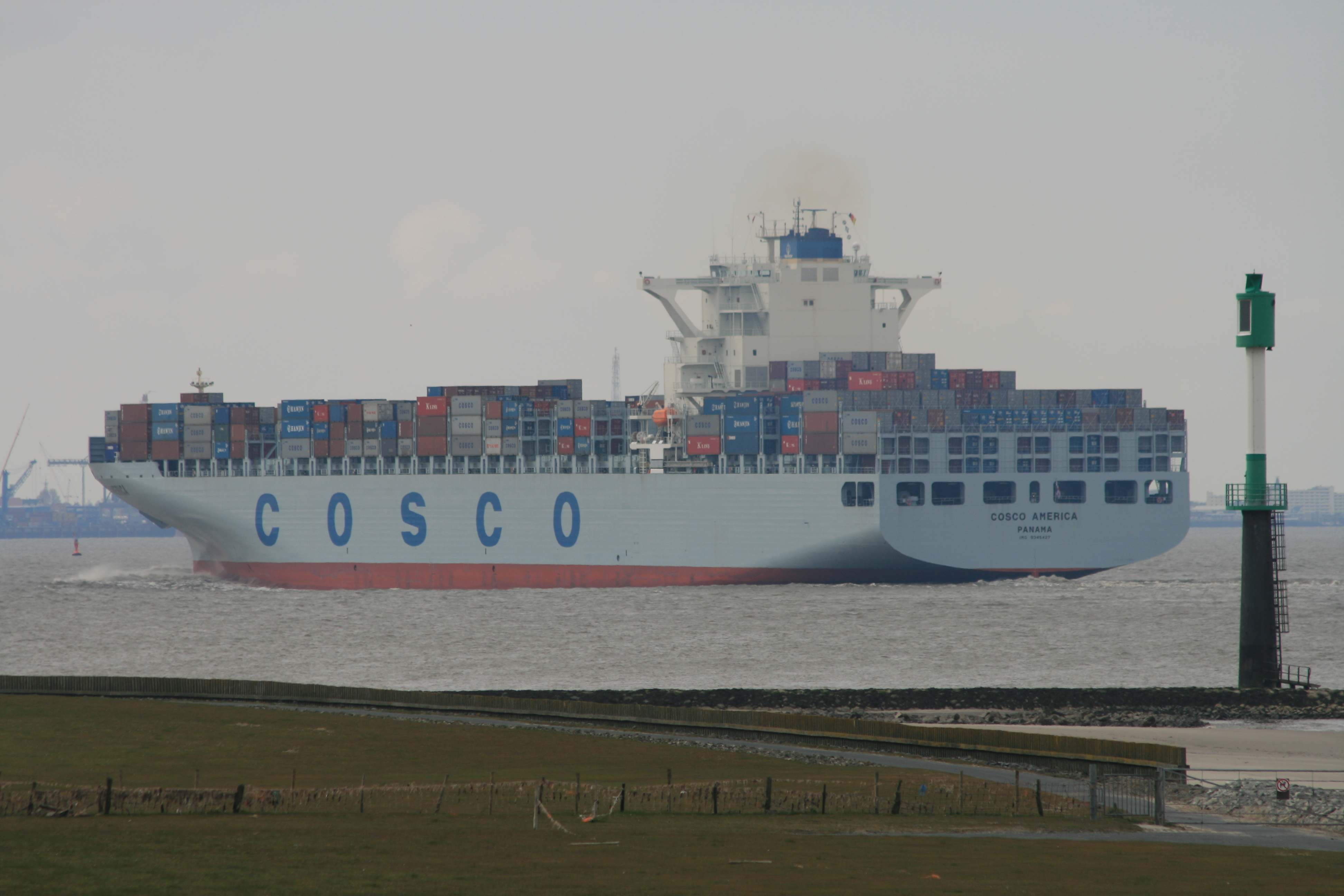
COSCO America
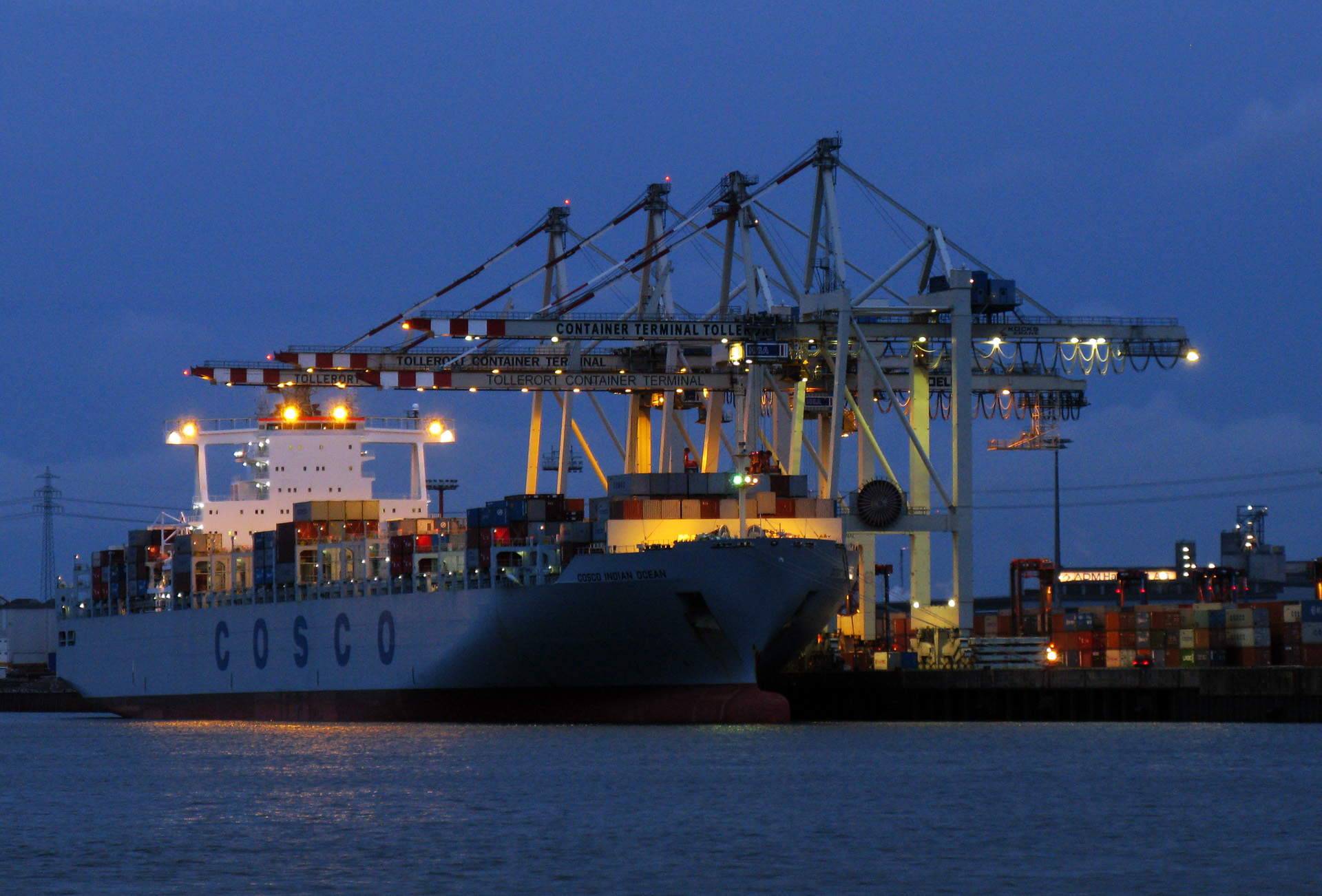
COSCO Indian Ocean
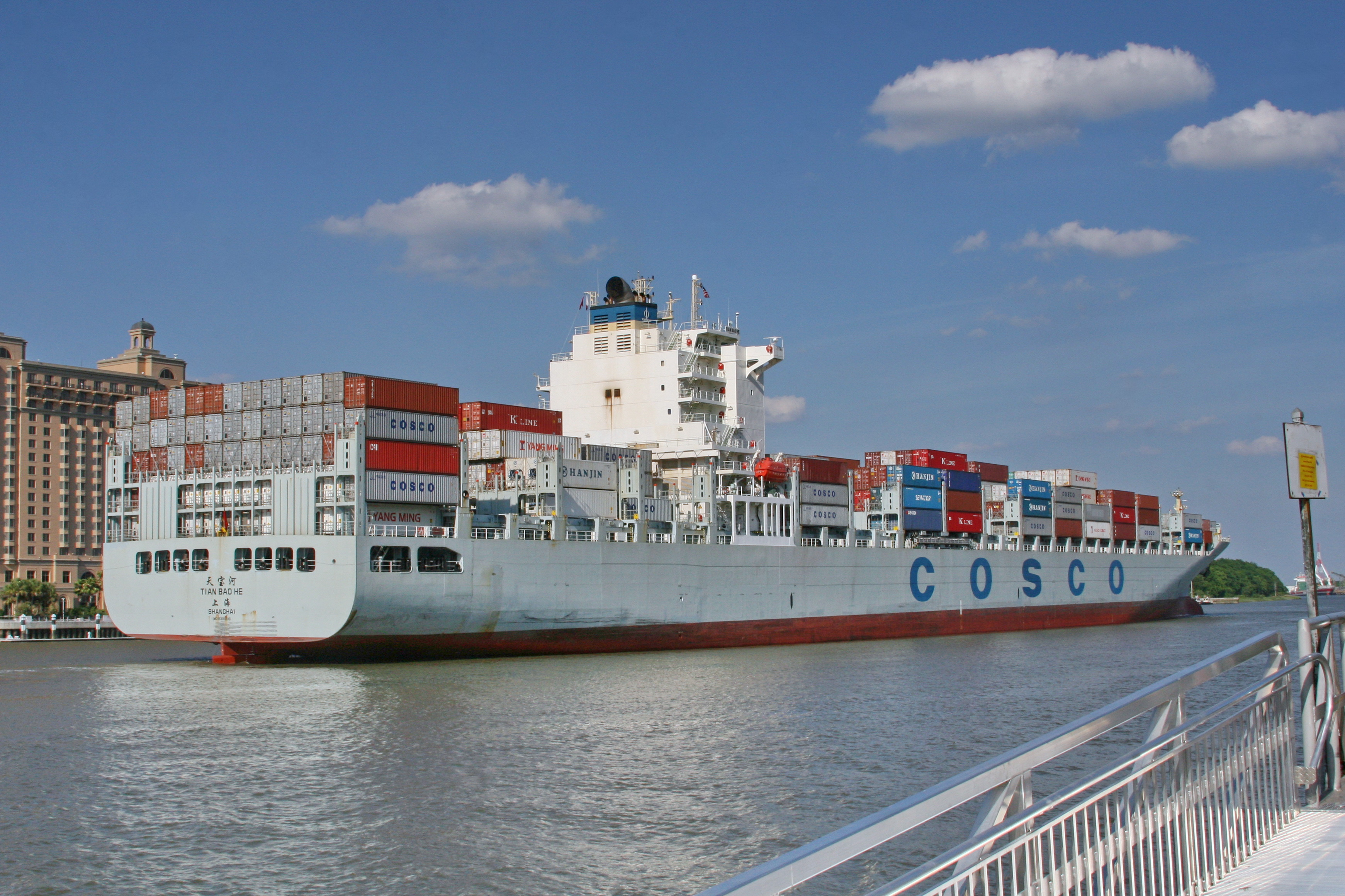
Tian Bao

## Структура
en:COSCO (Hong Kong) Group
- COSCO Oceania Pty Ltd (недоступная ссылка)
- Cosco (New Zealand) Ltd
- COSTAR Shipping Pte Ltd - сингапурский контейнерный оператор
- COSCO Global Offices

### Дочерние компании
- COSCO Container Lines Co Ltd (COSCON) — по состоянию на март 2012 года COSCO Container Lines Co Ltd являлась морским контейнерным оператором № 2 в мире, под управлением находилось 150 судов TEU 664,693, из которых в собственности 97 судов TEU 350,473[7].
- COSCO Shipping Co., Ltd создана в 1999 г., владеет 41 судном (6,5 млн тонн дедвейт). Специализируется на балковых грузах и грузах, для которых не требуется особых условий погрузки и перевозки, на нерегулярных маршрутах, соединяющий Ближний Восток, страны Африки и Бангладеш. Во флоте 120 контейнеровозов (256 тыс. TEU) на трансокеанских маршрутах.
- COSCO Pacific — третий по величине в Азии оператор контейнерных терминалов. Владеет акциями в терминалах в Китае, Гонконге, Сингапуре, Бельгии, Египте и Греции. К тому же с 2010 года компания управляет портом Пирей (Греция) по концессионному соглашению (аренда порта на 35 лет по договору на сумму $4,2 млрд)[8][9].